# Detlev Wannagat
Detlev Wannagat (* 29. Oktober 1958 in Grevenstein) ist ein deutscher Klassischer Archäologe.
Detlev Wannagat studierte Klassische Archäologie, Alte Geschichte und Kunstgeschichte an der Ruhr-Universität Bochum und der Universität Heidelberg. Die Promotion erfolgte 1990 in Bochum mit der Arbeit Säule und Kontext. Piedestale und Teilkannelierung in der griechischen Architektur. Zuvor arbeitete er an der Abteilung Istanbul des Deutschen Archäologischen Instituts, anschließend bereiste er als Reisestipendiat des Deutschen Archäologischen Instituts den Mittelmeerraum. 1992 wurde Wannagat Wissenschaftlicher Mitarbeiter an der Technischen Universität Darmstadt, ab 1997 war er Angestellter an den Sonderforschungsbereichen „Identitäten und Alteritäten“ und „Formen und Wege der Akkulturation“ der Deutschen Forschungsgemeinschaft, beide angesiedelt an der Universität Freiburg. In Freiburg erfolgte 2001 auch die Habilitation. 2006 wurde er in Nachfolge Konrad Zimmermanns auf den Lehrstuhl für Klassische Archäologie am Heinrich Schliemann-Institut für Altertumswissenschaften der Universität Rostock berufen, wo er zugleich Leiter der Archäologischen Sammlung der Universität war. Zum April 2025 trat er in den Ruhestand, sein Nachfolger wurde Philipp Kobusch.
Wannagat beschäftigt sich vor allem mit der antiken Architektur, der Siedlungsarchäologie, der griechischen Vasenmalerei sowie der Rezeptionsgeschichte der antiken Kunst. Gemeinsam mit Ulrich Gotter und Kai Trampedach leitete er von 2001 bis 2006 durch die Deutsche Forschungsgemeinschaft geförderte Forschungen in Uzuncaburç, dem antiken Diokaisareia. Er ist seit 2007 Korrespondierendes Mitglied des DAI.

## Schriften (Auswahl)
- Säule und Kontext. Piedestale und Teilkannelierung in der griechischen Architektur, Biering & Brinkmann, München 1995, ISBN 3-930609-07-X.
- Der Blick des Dichters. Antike Kunst in der Weltliteratur, Wissenschaftliche Buchgesellschaft, Darmstadt 1997, ISBN 3-534-13180-0.
- Archaisches Lachen. Die Entstehung einer komischen Bilderwelt in der korinthischen Vasenmalerei, de Gruyter, Berlin-Boston 2015, ISBN 978-3-11018623-9 (Habilitationsschrift).